# U-866
 U-866  — немецкая подводная лодка типа IXC/40, времён Второй мировой войны.
Заказ на постройку субмарины был отдан 25 августа 1941 года. Лодка была заложена 23 января 1943 года на верфи судостроительной компании АГ Везер, Бремен, под строительным номером 1074, спущена на воду 29 июля 1943 года, 17 ноября 1943 года под командованием корветтен-капитана Вальтера Поммерене вошла в состав учебной 4-й флотилии. 1 августа 1944 года вошла в состав 10-й флотилии. 1 октября 1944 года вошла в состав 33-й флотилии.
Командиры лодки:
- 17 ноября 1943 года — декабрь 1944 года корветтен-капитан Вальтера Поммерене.
- декабрь 1944 года — 18 марта 1945 года обер-лейтенант Петер Роговски.

Лодка совершила 1 боевой поход, успехов не достигла. Потоплена 18 марта 1945 года в Северной Атлантике к северо-востоку от Бостона, в районе с координатами 43°18′ с. ш. 61°08′ з. д. глубинными бомбами с американских эскортных миноносцев USS Lowe, USS Menges, USS Pride и USS Mosley. Все 55 членов экипажа погибли.